# Championnat de Yougoslavie de football 1991-1992
Navigation
Saison précédente Saison suivante
La saison 1991-1992 du Championnat de Yougoslavie de football est la soixante-troisième édition du championnat de première division en Yougoslavie. Les dix-huit meilleurs clubs du pays prennent part à la compétition et sont regroupées en une poule unique où chaque formation affronte deux fois ses adversaires, à domicile et à l'extérieur.
C'est le club du FK Étoile rouge de Belgrade, double tenant du titre, qui remporte à nouveau la compétition, en terminant en tête du classement final, avec dix points d'avance sur le FK Partizan Belgrade et quatorze sur le FK Vojvodina Novi Sad. C'est le 19e titre de champion de Yougoslavie de l'histoire du club, qui manque le doublé en s'inclinant en finale de la Coupe de Yougoslavie face au Partizan Belgrade.
Cette saison est la dernière à voir concourir des clubs de Bosnie-Herzégovine et de Macédoine. À la fin du championnat, les clubs bosniaques du FK Sarajevo, du FK Velez Mostar, du FK Željezničar Sarajevo et du FK Sloboda Tuzla vont prendre part au premier championnat national de Bosnie-Herzégovine. Le FK Sarajevo doit d'ailleurs abandonner le championnat après 17 journées à cause de la guerre en Bosnie. Le FK Vardar Skopje et le Pelister Bitola quittent quant à eux la Prva Liga pour rejoindre le tout nouveau championnat macédonien. Par conséquent, pour remplacer ces départs, il n'y a aucun club relégué et sept clubs de deuxième division sont promus.
Enfin, l'UEFA suspend toute participation des clubs aux compétitions européennes pour la saison prochaine.

## Les clubs participants
| - Partizan Belgrade - Pelister Bitola - Promu de D2 - FK Étoile rouge de Belgrade - FK Radnicki Nis - FK Vardar Skopje - Promu de D2 - FK Rad Belgrade - OFK Belgrade - Promu de D2 - Buducnost Titograd - Proleter Zrenjanin | - FK Velez Mostar - FK Vojvodina Novi Sad - FK Zemun - Spartak Subotica - FK Sarajevo - FK Borac Banja Luka - FK Sloboda Tuzla - FK Željezničar Sarajevo - FK Sutjeska Niksic - Promu de D2 |

## Compétition

### Classement
Le barème de points utilisé pour établir le classement est le suivant :
- Victoire : 2 points
- Victoire après la séance de tirs au but : 1 point
- Défaite : 0 point

| Rang | Équipe                        | Pts | J  | G  | Gt | P  | Bp | Bc | Diff |
| ---- | ----------------------------- | --- | -- | -- | -- | -- | -- | -- | ---- |
| 1    | FK Étoile rouge de Belgrade T | 56  | 33 | 23 | 4  | 6  | 77 | 24 | +53  |
| 2    | FK Partizan Belgrade C        | 46  | 33 | 21 | 4  | 8  | 59 | 18 | +41  |
| 3    | FK Vojvodina Novi Sad         | 42  | 33 | 19 | 4  | 10 | 45 | 31 | +14  |
| 4    | OFK Belgrade P                | 41  | 33 | 19 | 3  | 11 | 62 | 36 | +26  |
| 5    | Proleter Zrenjanin            | 35  | 33 | 16 | 3  | 14 | 41 | 43 | -2   |
| 6    | FK Vardar Skopje P            | 34  | 33 | 15 | 4  | 14 | 50 | 34 | +16  |
| 7    | FK Rad Belgrade               | 29  | 33 | 14 | 1  | 19 | 48 | 43 | +5   |
| 8    | FK Borac Banja Luka           | 28  | 33 | 11 | 6  | 15 | 24 | 32 | -8   |
| 9    | FK Sarajevo                   | 27  | 32 | 12 | 3  | 17 | 33 | 45 | -12  |
| 10   | FK Zemun                      | 26  | 33 | 12 | 2  | 19 | 44 | 43 | +1   |
| 11   | FK Radnički Niš               | 26  | 33 | 12 | 2  | 19 | 37 | 45 | -8   |
| 12   | Buducnost Titograd            | 23  | 33 | 10 | 3  | 20 | 30 | 32 | -2   |
| 13   | FK Sutjeska Nikšić P          | 23  | 33 | 11 | 1  | 21 | 40 | 47 | -7   |
| 14   | FK Velež Mostar               | 23  | 32 | 10 | 3  | 19 | 34 | 53 | -19  |
| 15   | Pelister Bitola P             | 20  | 33 | 9  | 2  | 22 | 30 | 57 | -27  |
| 16   | Spartak Subotica              | 17  | 33 | 7  | 3  | 23 | 24 | 49 | -25  |
| 17   | FK Sloboda Tuzla              | 16  | 31 | 7  | 2  | 22 | 21 | 61 | -40  |
| 18   | FK Željezničar Sarajevo       | 15  | 17 | 6  | 3  | 8  | 18 | 24 | -6   |

|  | Champion de Yougoslavie 1991-1992                                                           |
|  | T : Tenant du titre C : Vainqueur de la Coupe de Yougoslavie P : Promu de deuxième division |

## Bilan de la saison
| Championnat de Yougoslavie de football 1991-1992                        | |
| Champion                                                                | FK Étoile rouge de Belgrade (18e titre)                                                                                    |
| Coupes et trophées                                                      | |
| Vainqueur de la Coupe de Yougoslavie 1991-1992                          | FK Partizan Belgrade |
| Promotions et relégations                                               | |
| Promus en Prva Liga                                                     | FK Napredak Krusevac Hajduk-Rodic MB Kula FK Becej FK Mogren Budva OFK Kikinda FC Pristina FK Radnički Jugopetrol Belgrade |
| Relégués en Championnat de Yougoslavie de football de deuxième division | Aucun |